# Stéphanie Vanden Borre
Stéphanie Vanden Borre (Gante, 14 de septiembre de 1997) es una jugadora belga de hockey sobre césped.

## Trayectoria
Vanden Borre debutó con la selección de Bélgica en el año 2014. Tuvo su debut olímpico en los Juegos Olímpicos de París 2024. En el torneo llegó a semifinales, pero perdió por penales ante China. En el partido por el bronce olímpico, perdió contra Argentina en los penales, después de empatar 2 a 2.

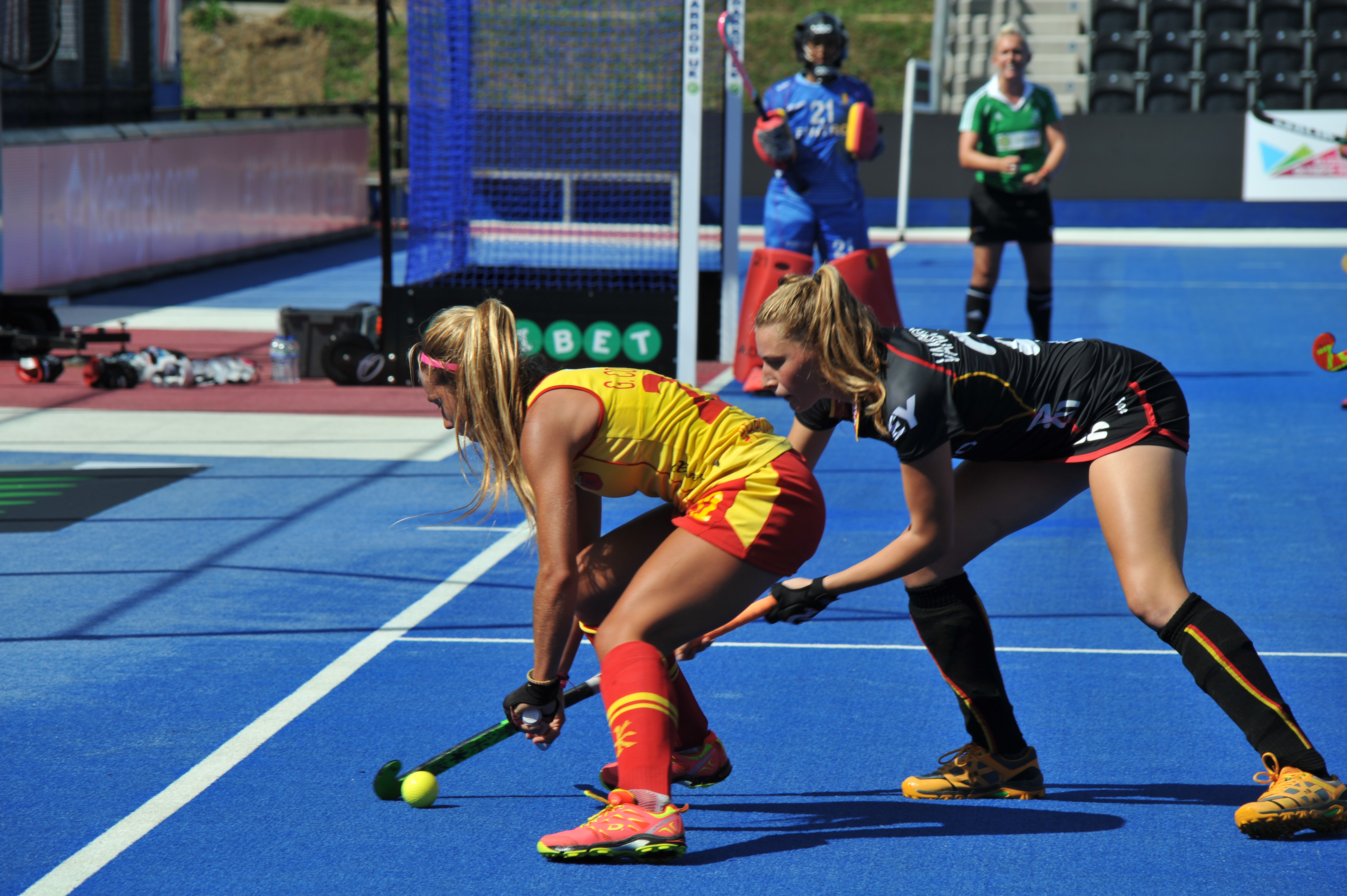
Vanden Borre en un partido contra España en 2015.